# 2021 par pays en Asie
2019 par pays en Asie - 2020 par pays en Asie - 2021 par pays en Asie - 2022 par pays en Asie - 2023 par pays en Asie

## Événements

### Continent et mers asiatiques
- 24 septembre au 4 octobre : les cyclones Gulab et Shaheen frappent l'Inde et d'autres pays.

### Bahreïn
- x

### Bangladesh
- x

### Bhoutan
- x

### Brunei
- x

### Cambodge
- x

### Corées
- 27 juillet : La Corée du Sud et la Corée du Nord rétablissent les lignes directes entre les deux pays, plus d'un an après que Pyongyang ait rompu les relations en juin 2020. Cette décision intervient après des mois de correspondance par lettres de négociations entre le président sud-coréen Moon Jae-in et le guide suprême Kim Jong- un pour tenter d'améliorer les relations entre les deux pays[1].
- 27 septembre : tir d'un missile hypersonique par la Corée du Nord témoignant d'avancées technologiques de la part de ce pays[2].
- 19 octobre : la Corée du Nord affirmé avoir procédé à un tir de missile balistique à partir d'un sous-marin, information déclenchant le lendemain la réunion en urgence du Conseil de Sécurité de l'ONU[3]

### Émirats arabes unis
- x

### Inde
- 7 février : inondation meurtrière dans l'Uttarakhand.
- À partir du 22 juillet : Les inondations dans l'ouest du Maharashtra, en Inde, ont fait plus de 250 morts et une centaine de disparues.

### Iran
- 18 juin : élections municipales et élection présidentielle ; Ebrahim Raïssi est élu président.
- À partir du 15 juillet : début des manifestations.
- 29 juillet : l'Iran attaque un pétrolier israëlien dans le golfe d'Oman.

### Japon
- 23 juillet : les Jeux de la XXXIIe olympiade, célébrés à Tokyo, sont officiellement ouverts par l'Empereur Naruhito.
- 8 août : Cérémonie de clôture de la XXXIIe olympiade et transmission du drapeau olympique au président du CIO, Thomas Bach, qui le remet à Anne Hidalgo, maire de Paris.
- 31 octobre : élections législatives.

### Jordanie
- x

### Kazakhstan
- 2 janvier : le Kazakhstan abolit la peine de mort[4], le décret a été signé par le président Kassym-Jomart Tokaïev.
- 10 janvier : élections législatives.

### Kirghizistan
- 10 janvier : élection présidentielle et référendum.
- 11 avril : référendum constitutionnel.
- 28 novembre : élections législatives.

### Koweït
- x

### Laos
- 21 février : élections législatives.
- 22 mars : élection présidentielle, Thongloun Sisoulith est élu.

### Maldives
- 6 mai : le président du Conseil du peuple et ancien président de la République des Maldives, Mohamed Nasheed, est gravement blessé dans un attentat à la moto piégée à Malé et doit être hospitalisé dans un état critique, 4 autres personnes dont son garde du corps sont également blessées, la tentative d'assassinat n'est pas revendiquée[5].

### Mongolie
- 9 juin : élection présidentielle, Ukhnaagiin Khürelsükh est élu.

### Népal
- x

### Oman
- x

### Ouzbékistan
- 24 octobre : élection présidentielle.

### Pakistan
- 3 mars : élections sénatoriales.
- 7 juin : accident ferroviaire de Daharki.
- 17 juillet : Silsila Alikhil, la fille de l'ambassadeur d'Afghanistan au Pakistan Najibullah Alikhil, est enlevée à Islamabad, dès le lendemain l'ambassadeur et plusieurs hauts-diplomates sont rappelés à Kaboul le temps que les ravisseurs soient arrêtés[6].

### Philippines
- 4 juillet : cinquante personnes sont tuées et 49 autres sont blessées lorsqu'un avion de transport C-130 de l' armée de l'air philippine transportant 92 passagers et tentant d'atterrir dans un aéroport de Jolo. L'avion s'écrase dans la ville voisine de Patikul. Parmi les morts, il y a trois civils au sol, quatre autres sont parmi les blessés.
- 17 décembre : le typhon Rai provoque de lourds dégâts et plus de 370 morts.

### Qatar
- 2 octobre : élections législatives.

### Singapour
- x

### Sri Lanka

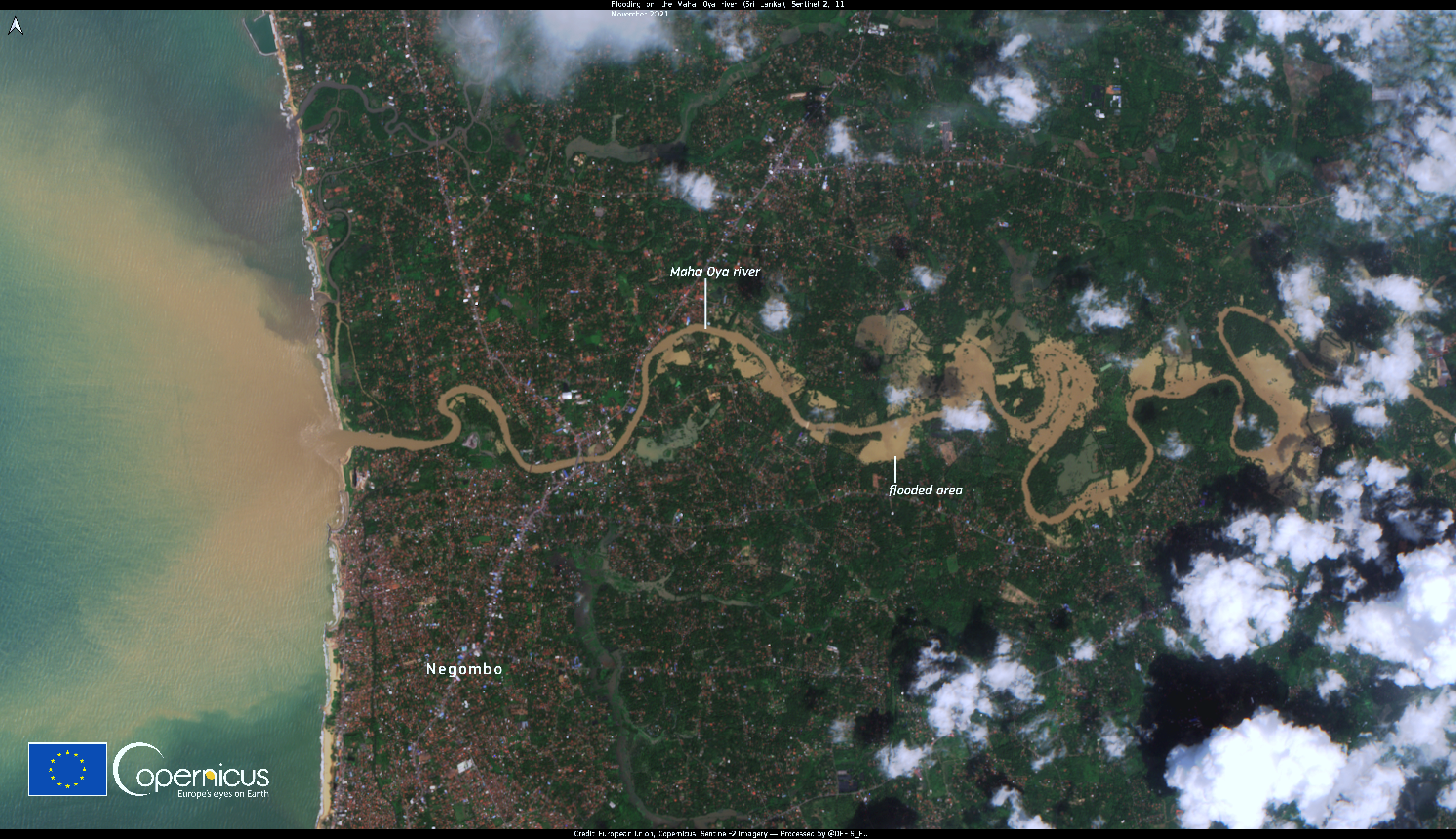
Sévères inondations au Sri Lanka en novembre 2021 (Photo satellite Copernicus).

- Inondations au Sri Lanka en novembre 2021.

### Syrie
- 26 mai : élection présidentielle.
- 20 octobre : attentat contre un bus militaire à Damas.

### Tadjikistan
- Nuit du 4 au 5 juillet : alors que les Talibans progressent dans la province afghane frontalière du Badakhchan, prenant le contrôle total de 6 districts, les troupes du gouvernement afghan battent en retraite, dont 1037 soldats afghans qui fuient au Tadjikistan avec l'accord de ce pays ; puisque parmi les zones prises par les Talibans au Badakhchan se trouvent des portions de frontière dont le principal poste-frontière, le président tadjik Emomali Rakhmon a ordonné la "mobilisation de 20 000 réservistes pour renforcer la frontière"[7].

### Taïwan
- 2 avril : le déraillement de Hualien fait au moins 50 morts.
- 14 octobre : l'incendie de Kaohsiung fait 46 morts.
- 18 décembre : référendum taïwanais de 2021.

### Thaïlande
- x

### Timor oriental
- x

### Turkménistan
- 28 mars : élections du Conseil national turkmène.

### Turquie
- 15 février : Le ministère turc de l'Intérieur a annonce, l'arrestation de 718 personnes, dont des dirigeants du parti pro-kurde HDP, soupçonnées de liens avec le Parti des travailleurs du Kurdistan qu'Ankara accuse d'avoir exécuté des ressortissants en Irak. Erdogan, quant à lui, accuse les États-Unis de soutenir les "terroristes" kurdes.
- 28 juillet : début d'une période de sévères incendies, commençant à Manavgat.

### Viêt Nam
- 5 avril : élection présidentielle, Nguyễn Xuân Phúc est élu.
- 23 mai : élections législatives.

### L'année 2021 dans le reste du monde
- L'année 2021 dans le monde
- 2021 en Afrique
- 2021 par pays en Amérique, 2021 au Canada, 2021 aux États-Unis
- 2021 en Europe, 2021 en Belgique, 2021 en France, 2021 en Italie, 2021 en Suisse
- 2021 en Océanie
- 2021 aux Nations unies
- Décès en 2021
- Pandémie de Covid-19 en Asie